# Endergone reactie
Endergoon (van het voorvoegsel endo-, afkomstig van het Griekse woord ἔνδον endon, "binnen", en het achtervoegsel -ergoon, afkomstig van het Griekse woord ἔργον ergon, "arbeid" betekent "vrijkomen van energie in de vorm van arbeid".  In de thermodynamica wordt arbeid gedefinieerd als energie die vanuit het systeem buiten het systeem beweegt gedurende een proces of reactie. In een endergoon proces wordt energie onttrokken aan de omgeving van het systeem, in een exergoon proces wordt energie geleverd aan de omgeving van het systeem. Reacties bij constante druk en temperatuur zijn alleen endergoon als Gibbs vrije energie verandering positief is (∆G > 0).
Alle chemische en fysische systemen volgen de tweede wet van de thermodynamica en verlopen in de exergone richting. Dus in alle spontane processen en reacties wordt de vrije energie van een systeem lager en omgezet in arbeid.
Een chemische reactie is aldus endergoon als deze niet spontaan verloopt. Bij dit type reactie neemt de vrije energie toe. Hierbij wordt ook de entropie betrokken. Als de entropie niet in ogenschouw wordt genomen, dan wordt van een endotherme reactie gesproken. De verandering in de Gibbs vrije energie wordt beschreven door de vergelijking van Gibbs-Helmholtz:
{\displaystyle \Delta G=\Delta H-T\cdot \Delta S}
waarin: 

T = Temperatuur in kelvin (K)
ΔG = Verandering van de vrije energie
ΔS = Entropieverandering (bij 298 K) volgens ΔS = Σ{S(reactieproduct)} − Σ{S(reactant)}
ΔH = Enthalpieverandering (bij 298 K) volgens ΔH = Σ{H(reactieproduct)} − Σ{H(reactant)}
Een chemische reactie verloopt alleen niet spontaan als de vrije reactie-enthalpie ΔG, positief is. Bij exergone reacties komt energie vrij omdat de ΔG negatief is en bij endergone reacties wordt energie verbruikt omdat de ΔG positief is:
{\displaystyle \mathrm {\Delta } _{\mathrm {R} }G<0} exergon
{\displaystyle \mathrm {\Delta } _{\mathrm {R} }G>0} endergon
waarin:
{\displaystyle \mathrm {\Delta } _{\mathrm {R} }G} gelijk is aan de verandering van de vrije reactie-enthalpie G na volledige afloop van een chemische reactie.